# Miðflokkurin
Miðflokkurin (dansk: Midterpartiet) er et kristendemokratisk, socialkonservativt parti på Færøerne og baserer sin politik på et traditionelt og bibeltro kristent grundsyn, herunder modstand mod fri abort og LGBT-rettigheder. Ved valg er deres partilistebogstav H.
Partiet blev stiftet 30. maj 1992, og Jenis av Rana er formand. Siden 2011 er partiet repræsenteret i Lagtinget af Steffan Klein Poulsen og Jenis av Rana. Karsten Hansen er sundhedsminister i Færøernes Landsstyre.

## Partiets program
Partiet arbejder for, at det kristne grundsyn skal være fremherskende i samfundet, og at Færøernes politiske beslutninger er i overensstemmelse hermed. Partiet er f.eks. imod fri abort, homoseksulle ægteskaber og homoseksuel adoption.
Socialpolitisk arbejde partiet for at syge, gamle og handikappede har et trygt og godt liv. Samfundet skal arbejde målbevidst for at reducere alkohol- og stofmisbrug. 
Færøernes gudgivne fiskerigdom er alle færingers fælles ejendom. 
Der skal lægges større vægt på at forebygge forurening. 
Færøerne skal ikke være medlem af EU, men i stedet styrke samarbejdet med lande uden for fællesskabet.

## Ledere
| Formænd - Jenis av Rana 2001–d.d. - Álvur Kirke 1999–2001 - Bill Justinussen 1997–1999 - Jenis av Rana 1994–1997 - Álvur Kirke 1992–1994 |  | Parlamentariske ledere - Jenis av Rana 1998–d.d. - Tordur Niclasen 1992–1998 |  | Lagtingsmedlemmer - Steffan Klein Poulsen 2022-d.d. - Karsten Hansen 2008–2011 - Bill Justinussen 2004–2022 - Jenis av Rana 1994–d.d. - Tordur Niclasen 1992–1998 |

### Ministre
- 2019-2022: Jenis av Rana, Udenrigs- og kulturminister
- 2011-2015 Karsten Hansen, sundhedsminister
- 2008 Karsten Hansen, finansminister
- 2002-2003: Karsten Hansen, Finansminister
- 2002-2004 Bill Justinussen, familie- og sundhedsminister

## Resultater ved lagtingsvalg
| Valg | Stemmeandel | Mandater |
| ---- | ----------- | -------- |
| 1994 | 5,8%        | 2        |
| 1998 | 4,1%        | 1        |
| 2002 | 4,2%        | 1        |
| 2004 | 5,2%        | 2        |
| 2008 | 8,4%        | 3        |
| 2011 | 6,2%        | 2        |
| 2015 | 5,5%        | 2        |
| 2019 | 5,4%        | 2        |
| 2022 | 6,55%       | 2        |